# Tunnel der Schnellfahrstrecke Hannover–Würzburg
| \| \| 0,0 \| Hannover Hbf \| Hannover Hbf \| \| \| 8,0 \| Hannover Messe/Laatzen \| Hannover Messe/Laatzen \| \| \| 29,5 \| Escherbergtunnel (3.687 m) \| Escherbergtunnel (3.687 m) \| \| \| 34,9 \| Eichenbergtunnel (1.157 m) \| Eichenbergtunnel (1.157 m) \| \| \| 36,8 \| Eggebergtunnel (332 m) \| Eggebergtunnel (332 m) \| \| \| 48,5 \| Riesbergtunnel (1.322 m) \| Riesbergtunnel (1.322 m) \| \| \| 58,0 \| Hellebergtunnel (1.598 m) \| Hellebergtunnel (1.598 m) \| \| \| 60,6 \| Wadenbergtunnel (420 m) \| Wadenbergtunnel (420 m) \| \| \| 63,4 \| Hopfenbergtunnel (717 m) \| Hopfenbergtunnel (717 m) \| \| \| 66,6 \| Sohlbergtunnel (1.729 m) \| Sohlbergtunnel (1.729 m) \| \| \| 69,5 \| Kriebergtunnel (2.994 m) \| Kriebergtunnel (2.994 m) \| \| \| 99,4 \| Göttingen \| Göttingen \| \| \| 108,4 \| Leinebuschtunnel (1.740 m) \| Leinebuschtunnel (1.740 m) \| \| \| 110,7 \| Endelskamptunnel (673 m) \| Endelskamptunnel (673 m) \| \| \| 112,7 \| Mackenrodttunnel (816 m) \| Mackenrodttunnel (816 m) \| \| \| 114,4 \| Rauhebergtunnel (5.210 m) \| Rauhebergtunnel (5.210 m) \| \| \| 121,0 \| Mündener Tunnel (10.525 m) \| Mündener Tunnel (10.525 m) \| \| \| 131,8 \| Mühlenkopftunnel (1.345 m) \| Mühlenkopftunnel (1.345 m) \| \| \| 134,2 \| Lohbergtunnel (1.072 m) \| Lohbergtunnel (1.072 m) \| \| \| 144,2 \| Kassel-Wilhelmshöhe \| Kassel-Wilhelmshöhe \| \| \| 148,2 \| Kreuzungsbauwerk Oberzwehren (1.147 m) \| Kreuzungsbauwerk Oberzwehren (1.147 m) \| \| \| 150,0 \| Rengershausener Tunnel (1.592 m) \| Rengershausener Tunnel (1.592 m) \| \| \| 154,0 \| Dörnhagentunnel (739 m) \| Dörnhagentunnel (739 m) \| \| \| 157,1 \| Kehrenbergtunnel (2.400 m) \| Kehrenbergtunnel (2.400 m) \| \| \| 162,8 \| Erbelbergtunnel (200 m) \| Erbelbergtunnel (200 m) \| \| \| 163,6 \| Hainbuchtunnel (1.520 m) \| Hainbuchtunnel (1.520 m) \| \| \| 165,2 \| Kaiserautunnel (1.861 m) \| Kaiserautunnel (1.861 m) \| \| \| 167,5 \| Weltkugeltunnel (1.641 m) \| Weltkugeltunnel (1.641 m) \| \| \| 170,8 \| Wildsbergtunnel (2.708 m) \| Wildsbergtunnel (2.708 m) \| \| \| 175,3 \| Sengebergtunnel (2.807 m) \| Sengebergtunnel (2.807 m) \| \| \| 180,7 \| Schalkenbergtunnel (2.829 m) \| Schalkenbergtunnel (2.829 m) \| \| \| 183,7 \| Hainrodetunnel (5.370 m) \| Hainrodetunnel (5.370 m) \| \| \| 189,8 \| Mühlbachtunnel (1.697 m) \| Mühlbachtunnel (1.697 m) \| \| \| 191,6 \| Schmittebergtunnel (321 m) \| Schmittebergtunnel (321 m) \| \| \| 192,9 \| Kalter-Sand-Tunnel (1.043 m) \| Kalter-Sand-Tunnel (1.043 m) \| \| \| 194,3 \| Schickebergtunnel (1.430 m) \| Schickebergtunnel (1.430 m) \| \| \| 197,2 \| Krämerskuppetunnel (838 m) \| Krämerskuppetunnel (838 m) \| \| \| 199,0 \| Kirchheimtunnel (3.820 m) \| Kirchheimtunnel (3.820 m) \| \| \| 203,9 \| Hattenbergtunnel (444 m) \| Hattenbergtunnel (444 m) \| \| \| 204,9 \| Warteküppeltunnel (835 m) \| Warteküppeltunnel (835 m) \| \| \| 208,1 \| Richthoftunnel (3.510 m) \| Richthoftunnel (3.510 m) \| \| \| 212,8 \| Dornbuschtunnel (557 m) \| Dornbuschtunnel (557 m) \| \| \| 215,4 \| Witzelhöhetunnel (796 m) \| Witzelhöhetunnel (796 m) \| \| \| 216,7 \| Eichbergtunnel (976 m) \| Eichbergtunnel (976 m) \| \| \| 220,2 \| Ganzbergtunnel (387 m) \| Ganzbergtunnel (387 m) \| \| \| 223,7 \| Dietershantunnel (7.375 m) \| Dietershantunnel (7.375 m) \| \| \| 234,1 \| Fulda \| Fulda \| \| \| 241,2 \| Sulzhoftunnel (714 m) \| Sulzhoftunnel (714 m) \| \| \| 246,5 \| Hartbergtunnel (773 m) \| Hartbergtunnel (773 m) \| \| \| 247,9 \| Kalbachtunnel (1.287 m) \| Kalbachtunnel (1.287 m) \| \| \| 249,8 \| Bornhecketunnel (773 m) \| Bornhecketunnel (773 m) \| \| \| 251,3 \| Landrückentunnel (10.779 m) \| Landrückentunnel (10.779 m) \| \| \| 262,8 \| Schwarzenfelstunnel (2.100 m) \| Schwarzenfelstunnel (2.100 m) \| \| \| 268,1 \| Tunnel Altengronauer Forst (2.353 m) \| Tunnel Altengronauer Forst (2.353 m) \| \| \| 270,6 \| Roßbacher-Forst-Tunnel (255 m) \| Roßbacher-Forst-Tunnel (255 m) \| \| \| 272,3 \| Dittenbrunntunnel (822 m) \| Dittenbrunntunnel (822 m) \| \| \| 281,8 \| Burgsinntunnel (729 m) \| Burgsinntunnel (729 m) \| \| \| 285,5 \| Sinnbergtunnel (2.159 m) \| Sinnbergtunnel (2.159 m) \| \| \| 289,4 \| Einmalbergtunnel (1.140 m) \| Einmalbergtunnel (1.140 m) \| \| \| 291,9 \| Mühlbergtunnel (5.528 m) \| Mühlbergtunnel (5.528 m) \| \| \| 308,0 \| Hanfgartentunnel (400 m) \| Hanfgartentunnel (400 m) \| \| \| 308,8 \| Hohe Wart-Tunnel (872 m) \| Hohe Wart-Tunnel (872 m) \| \| \| 314,7 \| Espenlohtunnel (2.235 m) \| Espenlohtunnel (2.235 m) \| \| \| 317,1 \| Eichelbergtunnel (1.869 m) \| Eichelbergtunnel (1.869 m) \| \| \| 319,1 \| Neubergtunnel (1.945 m) \| Neubergtunnel (1.945 m) \| \| \| 322,6 \| Roßbergtunnel (2.164 m) \| Roßbergtunnel (2.164 m) \| \| \| 325,0 \| Steinbergtunnel (571 m) \| Steinbergtunnel (571 m) \| \| \| 327,4 \| Würzburg Hbf \| Würzburg Hbf \| |       |                                        |                                        |
| Bahnhof | 0,0   | Hannover Hbf                           | Hannover Hbf                           |
| Bahnhof | 8,0   | Hannover Messe/Laatzen                 | Hannover Messe/Laatzen                 |
| Tunnel | 29,5  | Escherbergtunnel (3.687 m)             | Escherbergtunnel (3.687 m)             |
| Tunnel | 34,9  | Eichenbergtunnel (1.157 m)             | Eichenbergtunnel (1.157 m)             |
| Tunnel | 36,8  | Eggebergtunnel (332 m)                 | Eggebergtunnel (332 m)                 |
| Tunnel | 48,5  | Riesbergtunnel (1.322 m)               | Riesbergtunnel (1.322 m)               |
| Tunnel | 58,0  | Hellebergtunnel (1.598 m)              | Hellebergtunnel (1.598 m)              |
| Tunnel | 60,6  | Wadenbergtunnel (420 m)                | Wadenbergtunnel (420 m)                |
| Tunnel | 63,4  | Hopfenbergtunnel (717 m)               | Hopfenbergtunnel (717 m)               |
| Tunnel | 66,6  | Sohlbergtunnel (1.729 m)               | Sohlbergtunnel (1.729 m)               |
| Tunnel | 69,5  | Kriebergtunnel (2.994 m)               | Kriebergtunnel (2.994 m)               |
| Bahnhof | 99,4  | Göttingen                              | Göttingen                              |
| Tunnel | 108,4 | Leinebuschtunnel (1.740 m)             | Leinebuschtunnel (1.740 m)             |
| Tunnel | 110,7 | Endelskamptunnel (673 m)               | Endelskamptunnel (673 m)               |
| Tunnel | 112,7 | Mackenrodttunnel (816 m)               | Mackenrodttunnel (816 m)               |
| Tunnel | 114,4 | Rauhebergtunnel (5.210 m)              | Rauhebergtunnel (5.210 m)              |
| Tunnel | 121,0 | Mündener Tunnel (10.525 m)             | Mündener Tunnel (10.525 m)             |
| Tunnel | 131,8 | Mühlenkopftunnel (1.345 m)             | Mühlenkopftunnel (1.345 m)             |
| Tunnel | 134,2 | Lohbergtunnel (1.072 m)                | Lohbergtunnel (1.072 m)                |
| Bahnhof | 144,2 | Kassel-Wilhelmshöhe                    | Kassel-Wilhelmshöhe                    |
| Tunnel | 148,2 | Kreuzungsbauwerk Oberzwehren (1.147 m) | Kreuzungsbauwerk Oberzwehren (1.147 m) |
| Tunnel | 150,0 | Rengershausener Tunnel (1.592 m)       | Rengershausener Tunnel (1.592 m)       |
| Tunnel | 154,0 | Dörnhagentunnel (739 m)                | Dörnhagentunnel (739 m)                |
| Tunnel | 157,1 | Kehrenbergtunnel (2.400 m)             | Kehrenbergtunnel (2.400 m)             |
| Tunnel | 162,8 | Erbelbergtunnel (200 m)                | Erbelbergtunnel (200 m)                |
| Tunnel | 163,6 | Hainbuchtunnel (1.520 m)               | Hainbuchtunnel (1.520 m)               |
| Tunnel | 165,2 | Kaiserautunnel (1.861 m)               | Kaiserautunnel (1.861 m)               |
| Tunnel | 167,5 | Weltkugeltunnel (1.641 m)              | Weltkugeltunnel (1.641 m)              |
| Tunnel | 170,8 | Wildsbergtunnel (2.708 m)              | Wildsbergtunnel (2.708 m)              |
| Tunnel | 175,3 | Sengebergtunnel (2.807 m)              | Sengebergtunnel (2.807 m)              |
| Tunnel | 180,7 | Schalkenbergtunnel (2.829 m)           | Schalkenbergtunnel (2.829 m)           |
| Tunnel | 183,7 | Hainrodetunnel (5.370 m)               | Hainrodetunnel (5.370 m)               |
| Tunnel | 189,8 | Mühlbachtunnel (1.697 m)               | Mühlbachtunnel (1.697 m)               |
| Tunnel | 191,6 | Schmittebergtunnel (321 m)             | Schmittebergtunnel (321 m)             |
| Tunnel | 192,9 | Kalter-Sand-Tunnel (1.043 m)           | Kalter-Sand-Tunnel (1.043 m)           |
| Tunnel | 194,3 | Schickebergtunnel (1.430 m)            | Schickebergtunnel (1.430 m)            |
| Tunnel | 197,2 | Krämerskuppetunnel (838 m)             | Krämerskuppetunnel (838 m)             |
| Tunnel | 199,0 | Kirchheimtunnel (3.820 m)              | Kirchheimtunnel (3.820 m)              |
| Tunnel | 203,9 | Hattenbergtunnel (444 m)               | Hattenbergtunnel (444 m)               |
| Tunnel | 204,9 | Warteküppeltunnel (835 m)              | Warteküppeltunnel (835 m)              |
| Tunnel | 208,1 | Richthoftunnel (3.510 m)               | Richthoftunnel (3.510 m)               |
| Tunnel | 212,8 | Dornbuschtunnel (557 m)                | Dornbuschtunnel (557 m)                |
| Tunnel | 215,4 | Witzelhöhetunnel (796 m)               | Witzelhöhetunnel (796 m)               |
| Tunnel | 216,7 | Eichbergtunnel (976 m)                 | Eichbergtunnel (976 m)                 |
| Tunnel | 220,2 | Ganzbergtunnel (387 m)                 | Ganzbergtunnel (387 m)                 |
| Tunnel | 223,7 | Dietershantunnel (7.375 m)             | Dietershantunnel (7.375 m)             |
| Bahnhof | 234,1 | Fulda                                  | Fulda                                  |
| Tunnel | 241,2 | Sulzhoftunnel (714 m)                  | Sulzhoftunnel (714 m)                  |
| Tunnel | 246,5 | Hartbergtunnel (773 m)                 | Hartbergtunnel (773 m)                 |
| Tunnel | 247,9 | Kalbachtunnel (1.287 m)                | Kalbachtunnel (1.287 m)                |
| Tunnel | 249,8 | Bornhecketunnel (773 m)                | Bornhecketunnel (773 m)                |
| Tunnel | 251,3 | Landrückentunnel (10.779 m)            | Landrückentunnel (10.779 m)            |
| Tunnel | 262,8 | Schwarzenfelstunnel (2.100 m)          | Schwarzenfelstunnel (2.100 m)          |
| Tunnel | 268,1 | Tunnel Altengronauer Forst (2.353 m)   | Tunnel Altengronauer Forst (2.353 m)   |
| Tunnel | 270,6 | Roßbacher-Forst-Tunnel (255 m)         | Roßbacher-Forst-Tunnel (255 m)         |
| Tunnel | 272,3 | Dittenbrunntunnel (822 m)              | Dittenbrunntunnel (822 m)              |
| Tunnel | 281,8 | Burgsinntunnel (729 m)                 | Burgsinntunnel (729 m)                 |
| Tunnel | 285,5 | Sinnbergtunnel (2.159 m)               | Sinnbergtunnel (2.159 m)               |
| Tunnel | 289,4 | Einmalbergtunnel (1.140 m)             | Einmalbergtunnel (1.140 m)             |
| Tunnel | 291,9 | Mühlbergtunnel (5.528 m)               | Mühlbergtunnel (5.528 m)               |
| Tunnel | 308,0 | Hanfgartentunnel (400 m)               | Hanfgartentunnel (400 m)               |
| Tunnel | 308,8 | Hohe Wart-Tunnel (872 m)               | Hohe Wart-Tunnel (872 m)               |
| Tunnel | 314,7 | Espenlohtunnel (2.235 m)               | Espenlohtunnel (2.235 m)               |
| Tunnel | 317,1 | Eichelbergtunnel (1.869 m)             | Eichelbergtunnel (1.869 m)             |
| Tunnel | 319,1 | Neubergtunnel (1.945 m)                | Neubergtunnel (1.945 m)                |
| Tunnel | 322,6 | Roßbergtunnel (2.164 m)                | Roßbergtunnel (2.164 m)                |
| Tunnel | 325,0 | Steinbergtunnel (571 m)                | Steinbergtunnel (571 m)                |
| Bahnhof | 327,4 | Würzburg Hbf                           | Würzburg Hbf                           |

Die Tunnel der Schnellfahrstrecke Hannover–Würzburg machen 36 % der Gesamtlänge der 327 km langen Schnellfahrstrecke Hannover–Würzburg aus. Die 61 Röhren wurden in den 1980er Jahren in größtenteils bergmännischer Bauweise errichtet. Mit dem Landrückentunnel (10.779 m) und dem Mündener Tunnel (10.525 m) entstanden dabei auch die beiden bis heute längsten Tunnel in Deutschland.

## Tunnelanteil
Die großzügigen Trassierungsparameter machten eine besonders große Zahl von Kunstbauten erforderlich. Insgesamt 121 Kilometer der 327 Kilometer langen Strecke verlaufen in 61 Tunneln. 2005 lag damit beinahe jeder vierte von 456 Tunnel-Kilometern im Netz der Deutschen Bahn auf dieser Strecke.
Einige Tunnelanteile im Einzelnen:
- Der Tunnelanteil im 83 km langen Südabschnitt der Strecke liegt bei 46 %.
- Der aus Frankfurt am Main koordinierte Mittelabschnitt umfasst (Stand: 1984) 111 km, 28 Tunnel (49 km). Er reicht von der hessisch-niedersächsischen Landesgrenze am Ostufer der Fulda bei Ihringshausen und endet fünf Kilometer südlich von Fulda.[3]
- Mit rund zwei Drittel (gemessen an der Streckenlänge) liegt der Tunnelanteil in dem rund 80 km langen Neubauabschnitts zwischen Kassel und Fulda besonders hoch. Insgesamt wurden hier 25 Röhren errichtet.[4]
- Von 133 Streckenkilometern in Niedersachsen liegen 33 Kilometer in insgesamt 15 Tunneln.[5] Eine andere Quelle spricht von einer Gesamttunnellänge von 34.387 m.[6]
- Im 77,5 km langen Abschnitt zwischen Hannover und Northeim waren (Stand: 1986) neun Tunnel mit einer Gesamtlänge von 13.912 m vorgesehen. 95 Prozent sollten davon in Neuer Österreichischer Tunnelbauweise, fünf Prozent in offener Bauweise vorgetrieben werden.[7]

Der Tunnelanteil im deutschen Bestandsnetz, vor Inbetriebnahme dieser und anderer Neubaustrecken, lag bei 0,8 Prozent.

## Aufbau
Mit einem Nutzquerschnitt von rund 95 Quadratmetern galten die Tunnel der Strecke Mitte der 1980er Jahre als die größten Eisenbahntunnel der Welt.
Das oval bis runde Tunnelprofil mit seinem Regelquerschnitt von 87 m² ergab sich aus dem Erweiterten Regellichtraum (4,70 m Gleismittenabstand) sowie statischen, bautechnischen und aerodynamischen Überlegungen. Rein aerodynamisch (bei einer maximalen Drucksprungbelastung von Reisenden von 130 kp/m² bei Zugbegegnungen bei 300 km/h) wären nur rund 70 m² notwendig gewesen. Der bei offener Bauweise anzuwendende Querschnitt lag bei 84 m². Bei Realisierung des ursprünglich angedachten Großlichtraumprofils wäre ein Querschnitt von mindestens 109 m² erforderlich gewesen.
Während herkömmliche Tunnel nach den Tunnelbaurichtlinien (in der Gerade) bei 4,0 m Gleisabstand einen Nutzquerschnitt von 57,8 m² (zwei Gleise) bzw. 29,1 m² (ein Gleis) aufwiesen, wurden die Tunnel der Neubaustrecke mit einem Gleisabstand von 4,70 m und einem Nutzquerschnitt von 81 m² dimensioniert. Ausschlaggebend für den Gleisabstand waren dabei nicht vorrangig aerodynamische Gründe, sondern besonders breite Militärtransporte mit Lademaßüberschreitung.
Die um rund 40 % angehobene Größe geht wesentlich auf gesteigerte aerodynamische Anforderungen zurück. Weitere Faktoren waren u. a. der freizuhaltende Lichtraum, der Gleisabstand, die Unfallverhütung bei Gleisarbeiten und das Sicherheitskonzept des Brand- und Katastrophenschutzes.
In Bögen wurden bis zu 87 m² Nutzquerschnitt erreicht, in Nachspannbereichen der Oberleitung (ca. alle 1.200 m) wurden auf je 231 m Länge von bis zu 96 m² in der Gerade bzw. bis zu 99 m² in Bögen erreicht. Die Ausbruchsquerschnitte liegen zwischen 110 und 120 m², in Abhängigkeit von den Gebirgsverhältnissen wurden bis zu 148 m² Ausbruchsquerschnitt erreicht. Nach Bahnangaben von 1984 handelt es sich dabei um die größten bis dahin für Verkehrswege aufgefahrenen Querschnitte. Von wenigen Ausnahmen abgesehen wurden die Tunnel durchgehend in bergmännischer Bauweise errichtet. Die Überdeckungen erreichen bis zu etwa 200 m.
Die Bauwerke weisen in der Geraden eine Höhe zwischen Schienenoberkante und Tunnelwand von 7,75 m auf. An ihrer breitesten Stelle sind die 12,80 m breit. Zwischen der Oberkante des Sohlgewölbes und der Schienenoberkante wird dabei eine Höhe von bis zu 2,60 m erreicht. Das Schotterbett ruht dabei auf einer Schicht aus Magerbeton. Aufweitungen für Nachspannbereiche der Oberleitung sind im Abstand von 900 m vorgesehen. Beidseitig liegt ein 1,20 m breiter Sicherungsraum. Der Wasserabfluss erfolgt über Kanäle unterhalb des Randwegs. Deren Wartung und Reinigung kann daher ohne Betriebsbeeinträchtigung erfolgen. Die Innenschale wurde – mit der jeweils preisgünstigsten Methode – teils mit unbewehrten Beton mit Folienabdichtung, teils mit wasserundurchlässigem Beton mit Bewehrung ausgeführt.
Die Röhren sind durchweg zweigleisig ausgebildet. Zwei eingleisige Röhren schieden aus, da diese einen Abstand von wenigstens eines Röhrendurchmessers hätten haben müssen, um ungünstigste gegenseitige Beeinflussungen beim Vortrieb zu vermeiden. Dazu wäre vor den Tunnelportalen eine Entwicklungslänge von jeweils rund 1.000 m erforderlich gewesen, wodurch auch anschließende Brücken oft als zwei je eingleisige Einzelbauwerke hätten ausgeführt werden müssen. Auch die insgesamt größeren Ausbruchsmassen hätten gegen eingleisige Tunnel gesprochen.

## Geschichte

### Planung
Nach dem Planungsstand von 1971 war zeitweise eine maximale Längsneigung von 25 Promille vorgesehen, um die Zahl der Tunnels zu verringern.
Dem Tunnelbau ging ein umfangreiches geologisches Erkundungsprogramm voraus. So wurden entlang der Strecke etwa 2.000 Probebohrungen vorgenommen sowie Schürfungen, Probeschächte, -stollen und -vortriebe durchgeführt. Eine andere Quelle spricht von 2.000 Kernbohrungen mit rund 80.000 m Bohrkernen.
Die Zahl und Länge der Tunnel entlang der Strecke nahm in der Planungsphase kontinuierlich zu. Nach dem Planungsstand von 1975 sollten 20 Prozent der Strecke in Tunneln verlaufen. 1981 lag die geplante Gesamtlänge der Tunnel bei 110 km. Derselbe Wert war auch Mitte 1982 geplant. Eine Quelle von Oktober 1982 spricht von 116 Kilometern Tunnel-Gesamtlänge, eine andere aus dem gleichen Monat von 112 km.
Im Dezember 1982, ebenso wie im September 1983 und Anfang Oktober 1984 lag die geplante Tunnel-Gesamtlänge bei 118 km. Heute liegen 121 Streckenkilometer im Tunnel.
1979 waren im niedersächsischen Abschnitt noch 13 Tunnel mit einer Gesamtlänge von 27,5 km (380 bis 5640 m) geplant. Im Bereich der Projektgruppe H/W Süd, 1980, rund 36 km von rund 84 km in 16 Tunneln geplant.
1984 waren in dem 77,5 km langen Streckenabschnitt zwischen Hannover und Northeim Tunnel mit einer Gesamtlänge von 13.032 m geplant
Die Tunnelplanung wurde von den Fachdezernaten für Tunnelbau der drei Projektgruppen der Bahnbauzentrale betreut, die an den Bundesbahndirektionen Hannover, Frankfurt am Main und Nürnberg eingerichtet worden waren. In die Planung wurden zahlreiche Ingenieurbüros eingebunden. Im Nordabschnitt der Strecke wurde dabei für jeweils etwa vier Tunnel ein Planungsteam eingesetzt, dem ein Ingenieurbüro vorstand.
Für den Tunnelbau auf den ersten beiden deutschen Neubaustrecken wurde zum 1. Januar 1984 eine neue „Vorschrift für Eisenbahntunnel“ (Drucksache 853) herausgegeben und in den folgenden Jahren mehrfach fortgeschrieben. Laut Angaben der Bundesbahn habe der technische Innovationsprozess an den Neubaustrecken-Tunnels alle Erwartungen übertroffen.

### Bau
Im 94 km langen Südabschnitt verlaufen 44 km (47 %) der Strecke in Tunneln. Die großflächigen Bauarbeiten in diesem Abschnitt wurden mit dem Anschlag des Einmalbergtunnels bei Gemünden am 22. Mai 1981 offiziell eingeleitet. Bis Ende August 1981 waren im Südabschnitt fünf Tunnel (7038 m Gesamtlänge) im Umfang von 176 Millionen DM vergeben. Ende 1981 wurde, im damals 83 km langen Südabschnitt, mit einem Tunnelanteil von 44 Prozent gerechnet. Bis Herbst 1982 waren im Südabschnitt acht Tunnel mit einer Gesamtlänge von 26 km in Auftrag gegeben gewesen. Bis Oktober 1983 waren im Südabschnitt elf Tunnel mit einer Gesamtlänge von 28 km im Bau, fünf weitere (7 km) vergeben, die übrigen zwei sollten bis Anfang 1984 vergeben sein. Vier Tunnel (rund 4.700 m) waren bereits fertiggestellt. Bis Anfang 1984 waren in diesem Abschnitt 17 Tunnel mit einer Gesamtlänge von 35,3 km vergeben. Vorgetrieben waren dabei bereits fast 20 km im Unteren und Mittleren Buntsandstein sowie rund 500 km im Muschelkalk. Die Auftragssumme belief sich auf insgesamt 940 Millionen DM. 6 Tunnel mit insgesamt mehr als 7 km waren bis zu diesem Zeitpunkt im Südabschnitt bereits fertiggestellt.
Im Mittelabschnitt Fulda–Kassel wurde der erste Tunnel im April 1983 angeschlagen. 1983 begannen an fast allen Tunneln im Abschnitt Göttingen–Kassel die Bauarbeiten. Von den 62 Röhren waren Ende 1983 sechs (Gesamtlänge 7,3 km) fertiggestellt bzw. durchgeschlagen. Weitere 23 (64 km) waren im Bau. 1984 liefen die Bauarbeiten an allen großen Tunneln; Fertigstellung aller Röhren im Rohbau war bis 1988 geplant Mitte 1985 liefen die Bauarbeiten an 38 Tunneln der Strecke.
Im 111 km langen Mittelabschnitt waren Anfang Oktober 1984 von 28 Tunneln (48,6 km Gesamtlänge) 19 (40 km) vergeben worden oder standen zu diesem Zeitpunkt unmittelbar vor der Vergabe. Vier Tunnel waren bis dahin in dem Abschnitt schon durchgeschlagen worden. Bis Mitte 1988 waren in diesem Abschnitt zehn Röhren mit einer Gesamtlänge von 21,3 km fertiggestellt.
Im Juni 1983 begann der Bau des ersten Tunnels im Nordabschnitt.
Mit dem Durchschlag des Rengershausener Tunnels im Juni 1988 wurde der Vortrieb am letzten der 27 hessischen Tunnel beendet. Im gleichen Jahr wurde auch die Tunnel Helleberg und Münden als die letzten Röhren der Strecke durchgeschlagen. Damit wurde die 327 km lange Strecke auf ihrer gesamten Länge durchgängig „befahrbar“.
Im Mittel- und Nordabschnitt der Strecke führten Verbrüche und Tagesbrüche zu Kostensteigerungen und Bauzeitverzögerungen.
Laut DB-Angaben habe es beim Vortrieb der 27 Tunnels im hessischen Teil keinen Bergunfall gegeben. Zwischen Göttingen und Kassel wurden 5,5 Millionen Kubikmeter Material ausgebrochen und größtenteils deponiert.

#### Bautechnik
Nahezu alle Tunnel wurden in Spritzbetonbauweise (Neue Österreichische Tunnelbauweise) errichtet. Die damals relativ neue Methode ermöglichte den Bau dünnerer und damit kostengünstigerer Tunnelschalen. Die bestanden typischerweise aus einer 30 cm dicken Spritzbetonsicherung und Stahlankern, eine Abdichtung sowie eine ebenfalls rund 30 cm starke Innenschale. Der Vortrieb erfolgte typischerweise steigend, damit Bergwasser selbstständig abfließen kann.
Die offene Bauweise kam dagegen im Wesentlichen bei geringer Überdeckung und Lockergestein, insbesondere an den Portalbereichen, zur Anwendung. Der Einsatz von Tunnelbohrmaschinen konnte sich selbst bei langen Tunneln wie dem Landrückentunnel wirtschaftlich nicht durchsetzen; nur in einem Fall (im Südabschnitt) wurde eine Teilschnittmaschine eingesetzt. Kritiker hatten dabei angemerkt, dass die Querschnittsform nicht maschinenfreundlich gewesen sei. Auch der große Querschnitt der zweigleisigen Tunnel sprach gegen den Einsatz von Tunnelbohrmaschinen; eingleisige Tunnel hätten dagegen mit derartigen Maschinen hergestellt werden können. Als weitere Gründe für konventionellen Vortrieb wurden dessen größere Flexibilität, die eine Anpassung an wechselnde Gebirgsverhältnisse ermögliche und das Risiko eines Totalausfalls mindere, genannt.
Die im Spritzbetonvortrieb errichteten Röhren wurden zumeist mit Sprengungen vorgetrieben. Zunächst wurde dabei die (oben liegende) Kalotte ausgehoben, je nach Qualität des Gebirges mit Ausbaubögen abgestützt, und anschließend mit Baustahlmatten und Spritzbeton gesichert (Außenschale). Die Strosse folgte diesem Vortrieb in einem Abstand von 50 bis 150 Metern nach. Vor dem Ausbau der Innenschale (aus Ortbeton) hergestellt werden konnte, wurde die Tunnelsohle ausgebrochen und mit einer Betonplatte oder einem Sohlgewölbe versehen. Nach Abklingen der Gebirgsverformungen wurde eine Innenschale von mindestens 30 cm Stärke angelegt. Bei Eindringendem Bergwasser wurde zwischen Innen- und Außenschale zusätzlich eine Isolier- bzw. Abdichtungsfolie sowie Entwässerungseinrichtungen eingebaut. Die Vortriebsleistungen lagen bei drei bis acht Metern je Tag.
Das 11 bis 12 m hohe Ausbruchsprofil wurde dabei zweistufig aufgefahren: Dem Vortrieb der 5,5 m (in Einzelfällen 6 m) hohen Kalotte folgte 150 bis 200 m später der Ausbruch der Strosse nach. Unmittelbar vor dem Betonieren wurde darüber hinaus die Sohle freigelegt, auf der eine Sohlplatte- bzw. ein Sohlgewölbe hergestellt wurde. Die Außenschale aus Spritzbeton wurde zumeist in einer Stärke von 20 bis 25 cm ausgeführt, in Ausnahmefällen 30 cm. Ab Vortriebslängen von 2 km wurden Lüftungsstollen bzw. -schächte vorgesehen. Bei drei bis sechs Abschlägen pro Arbeitstag wurden mittlere Vortriebslängen zwischen 3 und 9 m pro Tag erreicht. Vortriebsmannschaften zwischen 6 und 10 Mann arbeiteten in Tag- und Nachtschichten von jeweils zehn Stunden.

### Kosten
Die Rohbaukosten der Tunnel betrugen etwa 30 Millionen D-Mark je Kilometer. Sie waren damit, je Kilometer, etwa dreimal so teuer wie Abschnitte in flachem Gelände.
Tunnel und Brücken machen etwa die Hälfte der Gesamtkosten der Strecke aus. Ende 1981 wurden im Südabschnitt die reinen Baukosten (Unterbau) von Brücken, Tunneln und Erdbauwerken im Verhältnis 2,4:2,4:1 bewertet. Anfang 1984 wurde das Kostenverhältnis von Erdbauwerken, Tunnelbauwerken und Eisenbahnbrücken im Südabschnitt der Strecke, auf Basis der bis dahin erfolgten Vergaben, im Verhältnis 1:6:8 bewertet. Die Tunnelkosten seien dabei sehr stark von den angetroffenen Gebirgsverhältnissen abhängig gewesen.
Im Nordabschnitt wurden für die dort geplanten knapp 34 km Tunnel Kosten von 1,1 Milliarden DM veranschlagt. Bis Oktober 1987 waren davon etwa 75 Prozent verausgabt.
Die Tunnel der ersten beiden deutschen Neubaustrecken machten bei einem Längenanteil von mehr als 35 Prozent mehr als die Hälfte der Investitionskosten des Unterbaus aus.
Ein Vergleich der Ausschreibungs- und Istkosten von 20 Tunneln der Strecke erbrachte eine durchschnittliche Verteuerung von etwa zwei Prozent, bei einer Spannweite der Abweichungen zwischen etwa −25 Prozent (günstiger als ausgeschrieben) und +40 Prozent (teurer als ausgeschrieben).

### Inbetriebnahme
Mitte 1986 wurde zwischen Burgsinn und Hohe Wart der Versuchsbetrieb aufgenommen.
Im November 1987 fanden auf der Strecke Fahrversuche zur Bestimmung des aerodynamischen Widerstands des InterCityExperimental in Tunneln statt.
Bei der ICE-Weltrekordfahrt am 1. Mai 1988 erreichte der InterCityExperimental im Mühlbergtunnel eine Geschwindigkeit von mehr als 400 km/h.
Mit Inbetriebnahme der Strecke, zwischen 1988 und 1991, lösten mehrere Röhren der Strecke den Kaiser-Wilhelm-Tunnel (4.205 m) als bis dahin längsten Eisenbahntunnel in Deutschland ab.
Gleichzeitig stieg die Gesamtlänge aller deutschen Eisenbahntunnel in dieser Zeit sprunghaft an. Waren Mitte der 1980er Jahre noch 209 km Eisenbahntunnel in Deutschland in Betrieb, gingen allein mit der Hannover-Würzburger Strecke mehr als 100 km neue Eisenbahnröhren in Betrieb. Zwischen 1945 und 1970 waren im Bereich der Deutschen Bundesbahn gerade einmal elf Röhren mit einer Gesamtlänge von weniger als 5 km neu gebaut oder umfassend erneuert worden.

### Betrieb
Der durch den Luftwiderstand in Tunneln zusätzlich verursachten Fahrwiderstand führt laut einer Untersuchung zu keinen nennenswerten Fahrzeitverlängerungen. Der dadurch bedingte Mehrverbrauch an Energie auf einer Fahrt entlang der gesamten Strecke liegt, in Abhängigkeit von Zugkonfiguration und Höchstgeschwindigkeit, laut Modellrechnungen zwischen 1,2 und 4,6 %.

#### Begegnungsverbot von Personen- und Güterzügen
Auf der Neubaustrecke dürfen sich Personen- und Güterzüge in Tunneln fahrplanmäßig im Regelbetrieb nicht begegnen (Tunnelbegegnungsverbot).
Bei Zugbegegnungen kommt es zu Druckbelastungen durch die Kopfwelle der schnellfahrenden ICE sowie Strömungsbelastungen durch die Eigengeschwindigkeit der Güterzüge. Ein Begegnungsverbot von Personen- und Güterzügen war Ende der 1980er Jahre noch nicht vorgesehen. Während für Abdeckplanen ab 1. Januar 1990 neue Vorschriften ohnehin eine neue Befestigung vorsah, um der Strömungsbelastung standzuhalten, waren bei Begegnungen mit ICE-Zügen für Verkehre des Kombinierten Ladungsverkehrs geringfügige Geschwindigkeitsreduzierungen der Schnellzüge vorgesehen, um die Druckbelastung zu senken.
Mitte 1991 galten Begegnungen von Personen- und Güterzügen im Tunnel als vertretbar, wenn ICE höchstens 250 km/h fahren, lokbespannte Reisezüge höchstens 200 km/h, InterCargoExpress-Züge höchstens 160 km/h und konventionelle Güterzüge 120 km/h. Diesen Erkenntnissen seien umfangreiche Untersuchungen und Messreihen vorangegangen.
Auf der Grundlage von vertiefenden Untersuchungen wird erwogen, die zulässige Geschwindigkeit in den Tunneln der Strecke auf bis zu 300 km/h anzuheben.

## Geologie
In Niedersachsen werden vorwiegend Schichten des Buntsandsteins und Muschelkalks durchfahren, wobei bei einigen Tunneln südlich von Göttingen erdfallgefährdete Bereiche nicht großräumig umgangen werden konnten. Im südlichen Abschnitt der Neubaustrecke wurden Formationen des Mittleren und Unteren Buntsandsteins angetroffen.
Im 83 km langen Südabschnitt verläuft die Strecke, von Norden kommend, bis etwa 7 km südlich der Mainquerung bei Gemünden, im Buntsandstein. Zwischen dem Fliedetal (südlich von Fulda) und der hessisch-bayerischen Landesgrenze stehen dabei überwiegend Gesteine des Mittleren Buntsandsteins an. Die stark zerklüfteten Lagen des Buntsandsteins sind zu bis zu 40 Prozent mit Tonsteinlagen durchsetzt. Der Mittlere Buntsandstein ist ferner mit Einbruchschloten durchsetzt, die mit unverfestigten Lagen von Sanden und Tonen gefüllt sind.
Auf den südlichen 12 km bis Würzburg stehen Formationen des Muschelkalks an.

## Technik
Die Portale der Tunnel wurden zum Schutz vor Steinschlag und umkippenden Bäumen „vorgezogen“. Tunnel mit einer Länge von mehr als 500 m erhielten beidseitig Portalschilder. Längere Tunnel verfügen über Messeinrichtungen zur Ermittlung der Windrichtung, um bei Bränden Rettungs- und Evakuierungsmaßnahmen gezielter steuern zu können.
Wo in Tunneln Überleitstellen nicht vermieden werden konnten, wurden in der Regel Weichen der Bauform EW60-1200-1:18,5 eingebaut (befahrbar mit 100 km/h).
Als Befestigung für vorübergehende Langsamfahrsignale sind im Abstand von 100 m Halterungen in der Tunnelwand vorgesehen. Tunnel mit einer Länge von mehr als 500 m verfügen über ein Portalschild (im hessischen Abschnitt auch bei unter 500 m Länge) und eine Sicherheitsbeleuchtung.

### Sicherheitskonzept
Nach Angaben der Deutschen Bundesbahn habe es in den rund 550 Tunneln (mit einer Gesamtlänge von rund 200 km), die vor Baubeginn der Neubaustrecke existierten, in mehr als 100 Jahren Betrieb kein Unfall ereignet. Es habe daher ebenso wenig Hinweise auf ein erhöhtes Betriebsrisiko in den geplanten Tunneln gegeben wie auch Gründe, vom bisherigen Konzept zweigleisiger Tunnel abzuweichen. Die kreuzungsfreie Trassierung, größere Querschnitte, vergrößerte Gleisabstände, breitere seitliche Randwege und die Linienzugbeeinflussung hätten sogar eine wesentliche Verbesserung des Sicherheitsstandards erwarten lassen. Auch Umwelteinflüsse (Unterspülungen, Baumfälle, Schienenbrüche und Gleisverwerfungen aus Temperatureinflüssen) seien als Unfallquellen ausgeschieden. Auch Rangierbewegungen seien aufgrund des Rangierverbots in Überholbahnhöfen als Unfallquelle ausgeschieden. Negativ hätten sich dagegen die erschwerte Erreichbarkeit, verbunden mit größeren Unfallfolgen und schwierigeren Hilfeleistungen, ausgewirkt.
Vorarbeiten für die Entwicklung eines Sicherheitskonzeptes für die Tunnel der Neubaustrecken begannen 1978. Nach verschiedenen Brandfällen in Nahverkehrstunneln in der ersten Hälfte der 1980er Jahre wurden genauere Untersuchungen angestellt. Die DB beauftragte im September 1982 das Ingenieurbüro Ernst Basler & Partner aus Zürich eine Risikoanalyse und ‑bewertung für die Tunnelabschnitte der Neubaustrecken zu entwickeln. Das Büro legte seinen Abschlussbericht im November 1983 vor.
Als Schwerpunkt der Betrachtungen habe sich dabei ein Brand im Tunnel ergeben.
Die Analyse von 1983 hatte, ohne zusätzliche Sicherheitsmaßnahmen, ein kollektives Todesrisiko von 0,23 Todesopfern pro Jahr für die Tunnel der beiden ersten deutschen Neubaustrecken ermittelt. Das empfundene kollektive Risiko wurde mit 1,33 Todesopfern pro Jahr ermittelt. Darauf aufbauend wurden mehrere hundert denkbare Maßnahmen zur Verbesserung der Sicherheit geprüft. Von rund 150 Maßnahmen wurde der Großteil aufgrund zu hoher Kosten oder eines zu geringen Nutzen-Kosten-Verhältnisses verworfen. Umgesetzt wurden rund 20 Maßnahmen überwiegend organisatorischer Natur. Damit sollte das empfundene Risiko um etwa die Hälfte und das tatsächliche Risiko um etwa 30 Prozent reduziert werden. Neben einfachen, kostengünstigen Maßnahmen wurden vier Hauptmaßnahmen vorgeschlagen: die Bestellung eines Sicherheitsfachmanns für die Planung und Überwachung außergewöhnlicher Betriebszustände in Tunneln, ein alternatives Notbremskonzept in Tunneln (Notbremsüberbrückung) sowie die Entwicklung eines Selbst- sowie eines Fremdrettungskonzepts. Zu den nicht umgesetzten Maßnahmen zählen die Führung der beiden Gleise in Tunneln ab 1000 m Länge in zwei getrennten Röhren (Mehrkosten von insgesamt 2,0 Mrd. DM für 130 km Tunnel auf den Neubaustrecken Hannover–Würzburg und Mannheim–Stuttgart zum Preisstand von 1981; jährliche Kosten von 42 Mio. DM), befahrbare parallele Rettungsstollen (650 Mio. DM; zzgl. Jahreskosten von 14 Mio. DM) und Notausstiege im Abstand von höchstens 1000 m (mit Zufahrten 240 Mio. DM; zzgl. Jahreskosten von 4,8 Millionen DM). Eine bahninterne Arbeitsgruppe legte schließlich ein Maßnahmenpaket aus ereignisverhindernden, ausmaßhindernden, Selbstrettungs- und Fremdrettungsmaßnahmen vor. Das Gutachten von 1983 blieb zunächst unter Verschluss und wurde im Februar/März 1986 an das Hessische Innenministerium als federführende Stelle weitergeleitet.
Nachdem das Schweizer Gutachten lediglich Wahrscheinlichkeitsberechnungen und einen Katalog möglicher Vorsorge- und Sicherheitsmaßnahmen ohne Wertung enthalten habe, gab die Deutsche Bundesbahn ein weiteres externes Gutachten in Auftrag. 1985 wurde das Institut für Verkehr, Eisenbahnwesen und Verkehrssicherung an der TU Braunschweig mit einer weiteren Studie beauftragt.
Die Innenministerkonferenz forderte den Bundesinnenminister dazu auf, über den Bundesverkehrsminister auf die Deutsche Bundesbahn einzuwirken, für die Neubaustrecke und zukünftige Bahnstrecken ein Konzept vorzulegen, um den Brand- und Katastrophenschutz sicherzustellen. Kritiker bemängeln, dass die Träger des Brand- und Katastrophenschutzes in Hessen vor Abschluss der baulichen Planungen von der Deutschen Bundesbahn nicht beteiligt wurden, um ihre Belange einzubringen. Ab 1986 liefen Verhandlungen der Bundesbahn mit Länderministerien, Gemeinden und Rettungsdiensten. Diese Gespräche liefen noch 1991. In mehreren Fällen konnte bis dahin noch kein Einvernehmen erzielt werden.
Das Sicherheitskonzept geht davon aus, dass alle 4200 Jahre ein brennender Zug im Tunnel zum Stehen kommt. In den Tunneln wurde beidseitig ein Flucht- und Rettungsweg von etwa 1,20 m Breite angelegt. Tunnel von wenigstens einem Kilometer Länge erhielten eine beidseitige Tunnelorientierungsbeleuchtung, die mit beleuchteten Schaltern im Bereich der Portale und im Tunnel (im Abstand von 176 m) eingeschaltet werden konnte. Zur Unterstützung der Fremdrettung sollte ein Großteil der Baustraßen als Zufahrten erhalten bleiben und wenigstens eines der beiden Portale (bei über 3 km Länge beide) Portale mit Straßenfahrzeugen erreichbar gemacht werden. Mit Luftströmungsmessgeräten sollte bei beidseitig straßenverkehrsseitig erschlossenen Tunneln die günstige Fluchtrichtung dem Fahrdienstleiter angezeigt werden. Neben einem weiterentwickelten Selbstrettungskonzept wurde ein Fremdrettungskonzept auf Basis von Rettungszügen entwickelt. Vier Rettungszüge wurden entlang der Schnellfahrstrecke, in Hildesheim, Kassel, Fulda und Würzburg stationiert. Von wenigen Ausnahmen (Landrückentunnel, Mündener Tunnel, Kirchheimtunnel, Mühlbergtunnel u. a.) abgesehen, wurden keine Notausgänge angelegt.
Während sich das Selbstrettungskonzept laut Angaben der Deutschen Bahn bewährt habe, hätten die Rettungszüge immer wieder Probleme bereitet, da es unter anderem bei deren nicht alltäglichen Einsatz immer wieder zu Koordinations- und Kommunikationsproblemen mit den örtlichen Feuerwehren gegeben habe. Aufgrund der Schwierigkeiten begann bereits die Deutsche Bundesbahn ein neues Konzept für neu zu bauende Eisenbahntunnel zu entwickeln, das auch vom Eisenbahn-Bundesamt aufgegriffen wurde. In Zusammenarbeit mit den für die Gefahrenabwehr zuständigen Innenministerien der Länder wurde eine Richtlinie zum Bau von neuen Tunnelanlagen aufgestellt.
39 Tunnel der Strecke wurden später in ein Nachrüstprogramm aufgenommen, in dessen Rahmen Rettungsplätze, Zufahrten, Randwege, Fluchtwegkennzeichen und Tunnelsicherheitsbeleuchtung nachgerüstet werden. Der nachträgliche Einbau von Notausgängen ist aufgrund des hohen wirtschaftlichen Aufwandes dabei nicht vorgesehen.
Regelmäßige, seit Inbetriebnahme der Strecke geführte Gespräche des Regierungspräsidiums Kassel, um Verbesserungen am Sicherheitskonzept zu erreichen, seien erfolglos geblieben. Nach dem Unfall im Landrückentunnel im Jahr 2008 stellten das Regierungspräsidium Kassel und das hessische Innenministerium Ende 2008 eine Mängelliste für die Tunnel der Strecke auf. Laut Angaben des Regierungspräsidiums seien bis Anfang 2012 nahezu keine Verbesserungen erfolgt.